# Vsevolzhsk
Huyện Vsevolzhsk (tiếng Nga: Всеволожск райо́н) là một huyện hành chính tự quản (raion), của Tỉnh Leningrad, Nga. Huyện có diện tích ? km², dân số thời điểm ngày 1 tháng 1 năm 2000 là 40600 người. Trung tâm của huyện đóng ở Vsevolzhsk.

## Cư dân nổi tiếng
Belousov, Vladimir Pavlovich (sinh năm 1946) - vận động viên, Nhà Vô địch Olympic.
Vladimir Vladimirovich Bortko (sinh năm 1946) là một Đạo diễn, nhà biên kịch, nhà sản xuất Phim Liên xô và nga.
Vashukov, Mikhail yuryevich (sinh năm 1958) là một nghệ sĩ, một người chơi ghép đôi, một người hài hước.
Vocka, Gergard Yakovlevich — 1887-1988) - nhà sử học địa phương, hiệp sĩ Của Dòng Lenin (1953), công dân Danh dự đầu tiên của Vsevolozhsk (1988), một trong những đường phố của thành phố được đặt tên để vinh danh ông.
Denisov, Anatoly Alekseevich (1934-2010) — Nhà khoa học, chính trị Gia Liên xô và nga.
Dobrovolsky, Yuri Antonovich (1911-1979) — phi công thử nghiệm, Anh Hùng Liên xô.
Drachev, Vladimir Petrovich (sinh năm 1966)-Người Chiến thắng World Cup và nhà vô địch thế giới 4 lần trong biathlon.
Svetlana Sergeevna Zhurova (sinh năm 1972) là Một Nhà vô địch Olympic, một phó Của Duma quốc gia.
Slepukhin, Yuri Grigoryevich (1926-1998) — nhà văn.
Boris Pavlovich Listov (sinh năm 1969) là một nhà kinh tế người nga, Chủ tịch Hội đồng Quản trị Của Công ty Cổ phần Rosselkhoznadzor.